# Fußballkrieg
Der Fußballkrieg (auch 100-Stunden-Krieg) war ein militärischer Konflikt zwischen Honduras und El Salvador. Er wurde vom 14. bis 18. Juli 1969 ausgetragen, nachdem es in den vorangegangenen Wochen am Rand der von den Fußballnationalmannschaften beider Länder bestrittenen Qualifikationsspiele zur Weltmeisterschaft von 1970 zu Ausschreitungen mit Todesopfern gekommen war.

## Ursache
Der Konflikt wurde um den Aufenthalt salvadorianischer Migranten in Honduras ausgetragen. Etwa 300.000 arme Kleinbauern waren seit den 1950er Jahren über die offene Grenze aus ihrer dicht besiedelten salvadorianischen Heimat nach Honduras übergesiedelt und hatten sich dort oft auf brachliegendem Land niedergelassen, das honduranischen Großgrundbesitzern gehörte. Als die honduranische Regierung eine Agrarreform vorbereitete, die einheimischen Kleinbauern zu Landbesitz verhelfen sollte, wurden die Salvadorianer verstärkt als unerwünschte Eindringlinge und Landräuber betrachtet. Nachdem die Regierung von Honduras am 30. April 1969 die Einwanderer aufgefordert hatte, innerhalb von 30 Tagen nach El Salvador zurückzukehren, begann die paramilitärische Gruppe Mancha Brava Mitte des Jahres mit gewaltsamen Übergriffen und Vertreibungen.
Die Regierung El Salvadors betrachtete die erzwungene Rückkehr der Migranten als inakzeptabel und protestierte, während auf beiden Seiten nationalistische Ressentiments zunahmen. Zu der Zeit hatte Honduras etwa 1,9 Millionen Einwohner bei einer Größe von 112.000 km² und El Salvador etwa 2,5 Millionen Einwohner bei einer Größe von 21.400 km².

## Auslöser
Beim zweiten Halbfinalspiel der Nord- und Zentralamerika-Gruppe in der Qualifikation zur Fußball-WM 1970 in Mexiko zwischen El Salvador und Honduras am 15. Juni 1969 kam es in El Salvador zu Straßenunruhen. Das Spiel endete 3:0 für El Salvador, nachdem am 8. Juni Honduras das Hinspiel 1:0 gewonnen hatte. Während dieser Ausschreitungen griffen das salvadorianische Militär und die Polizei ein. Beim Spiel selbst verbrannten einige Salvadorianer die honduranische Flagge und bewarfen die Spieler mit Gegenständen.
Das dritte und entscheidende Spiel in Mexiko-Stadt am 26. Juni 1969 war schließlich der Kriegsauslöser. Auch hier gab es ähnliche Unruhen. Mauricio „Pipo“ Rodríguez schoss in der Verlängerung das 3:2-Siegtor für El Salvador, womit Honduras ausschied. Kurz darauf kam es zu Ausschreitungen, die auch Todesopfer mit sich brachten. Zwei Tage später brachen die Staaten ihre diplomatischen Beziehungen ab. Rund 17.000 Salvadorianer, die zum Teil schon lange in Honduras gelebt hatten und nun zum Ziel gewaltsamer Übergriffe wurden, flohen in ihr Heimatland.
Beide Regierungen beklagten sich beim Interamerikanischen Menschenrechtsrat, der Anfang Juli 1969 eine Untersuchungskommission in beide Länder entsandte. Diese stellte vor allem fest, dass Presse- und Radioberichte mit teils falschem Inhalt die konfrontative Stimmung in beiden Staaten in verantwortungsloser Weise angeheizt hatten.

## Ausbruch und Verlauf
Am 14. Juli 1969 begann die salvadorianische Regierung den Krieg in Form von Luftangriffen auf honduranisches Territorium, auf die der Einmarsch von Bodentruppen folgte. Eine formale Kriegserklärung gab es nicht. Die honduranische Luftwaffe reagierte mit Angriffen auf Ziele in El Salvador, konnte jedoch die Invasion nicht zurückschlagen.
Die sich abzeichnende Niederlage der honduranischen Armee veranlasste die Organisation Amerikanischer Staaten (OAS) dazu, in den Konflikt einzugreifen. Mit Sanktionsdrohungen erzwang sie am fünften Kriegstag am 18. Juli 1969 das Ende der Kämpfe. Die bewaffnete Auseinandersetzung dauerte nur rund 100 Stunden.
Am 29. Juli 1969 musste die salvadorianische Regierung, die von der OAS als Aggressor identifiziert worden war, dem Rückzug ihrer Truppen zustimmen, ohne dass ihre wichtigste Forderung – die Vertreibung der Immigranten einzustellen – erfüllt worden war. Am 4. August 1969 verließen die letzten Soldaten Honduras. Der Krieg kostete 2100 Menschen das Leben, weitere 6000 wurden verwundet.

## Folgen
Die Truppen El Salvadors waren 70 km tief auf das Gebiet von Honduras vorgedrungen. Am 21. Juli 1969 übermittelte die salvadorianische Regierung dem Rat der OAS Bedingungen für einen Abzug ihrer Truppen aus Honduras:
1. Sofortige Einstellung der Verfolgung der in Honduras ansässigen Salvadorianer
2. Ersatz aller angerichteten materiellen Schäden und Zurücknahme aller vertriebenen Salvadorianer durch Honduras
3. Bestrafung der Schuldigen ohne Rücksicht darauf, ob es sich um Zivilpersonen oder Behörden handelt
4. Einstellung der Radio- und Pressepropaganda
5. Eine international überwachte Garantie, dass Honduras diese Verpflichtungen erfüllt

In den nächsten Jahren verließen ca. 300.000 Salvadorianer Honduras und kehrten in ihre Heimat El Salvador zurück, wo sie vor einer wirtschaftlich extrem schwierigen Situation standen.
Der Fußballkrieg bedeutete zugleich das Ende des 1960 gegründeten Zentralamerikanischen gemeinsamen Marktes (MCCA), da sich Honduras aus dem Abkommen zurückzog und den Export salvadorianischer Waren über honduranisches Territorium behinderte.
Ein formaler Friedensvertrag zwischen den beiden kriegführenden Staaten wurde erst 1980 unterzeichnet.

## Trivia

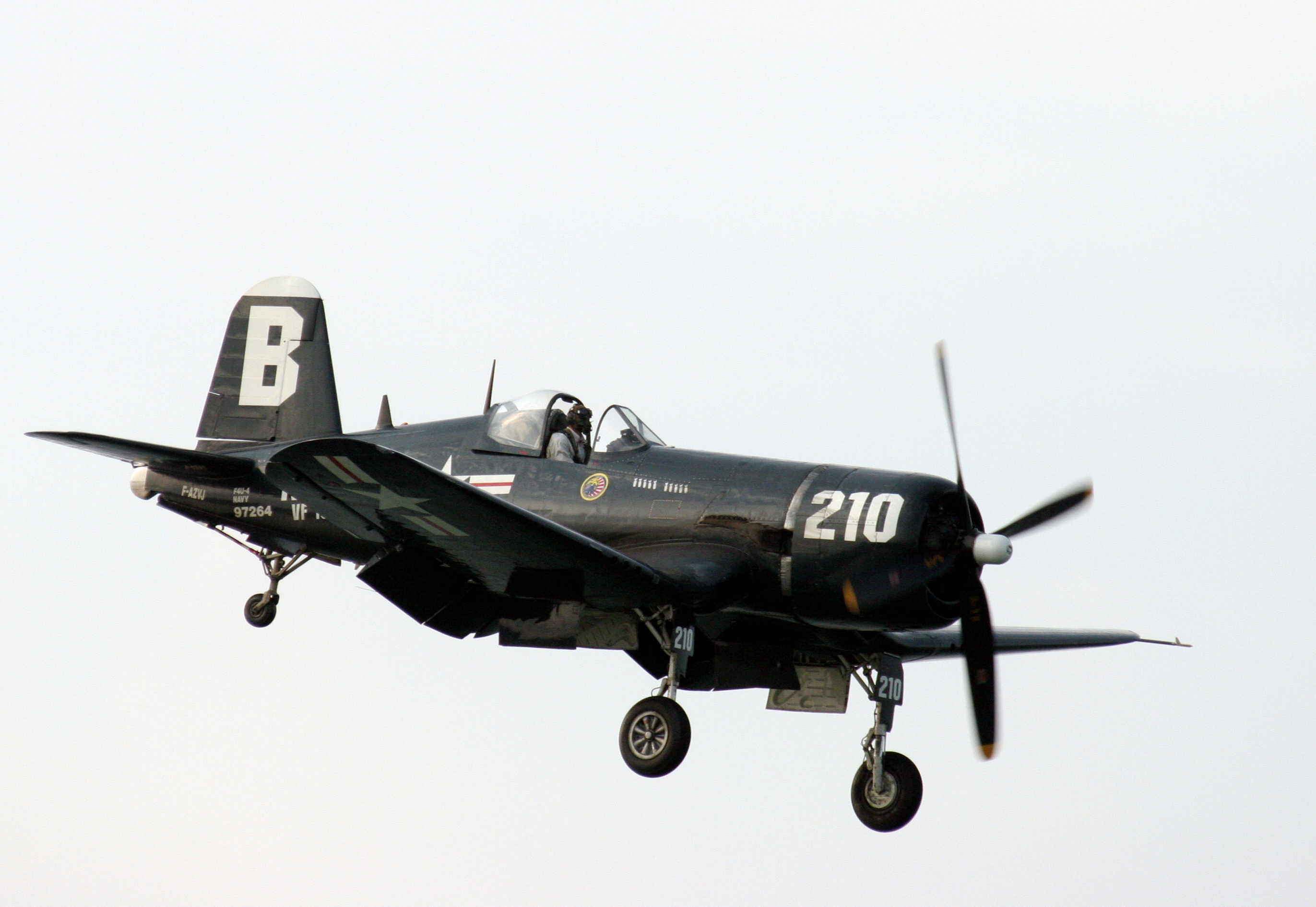
Chance-Vought F4U „Corsair“

Während des Fußballkriegs kam es zu den letzten Luftkämpfen zwischen Propellerflugzeugen. Beide Seiten hatten alte Maschinen der USA gekauft; im Wesentlichen handelte es sich hierbei um P-51 Mustangs und F4U Corsairs. Der berühmteste honduranische Kriegsheld war der Jagdflieger Fernando Soto Henríquez.
Das Finale um die Qualifikation zur Fußball-WM wurde schließlich nach zwei gegensätzlichen Ergebnissen am 21. und 28. September 1969 gegen Haiti am 8. Oktober 1969 in Kingston auf Jamaika von El Salvador gewonnen, das damit – neben dem als Veranstalter automatisch qualifizierten Mexiko – den einzigen Startplatz bei der WM für Nord- und Mittelamerika erhielt.